# Diastatops
Genre
Diastatops est un genre d'insectes de la famille des Libellulidae appartenant au sous-ordre des anisoptères dans l'ordre des odonates. Il comprend huit espèces.

## Espèces du genreDiastatops
- Diastatops dimidiata (Linnaeus, 1758)
- Diastatops emilia Montgomery, 1940
- Diastatops estherae Montgomery, 1940
- Diastatops intensa Montgomery, 1940
- Diastatops maxima Montgomery, 1940
- Diastatops nigra Montgomery, 1940
- Diastatops obscura (Fabricius, 1775)
- Diastatops pullata (Burmeister, 1839)